# Lonnie Liston Smith
Pour les articles homonymes, voir Lonnie Smith, Liston et Smith.
Ne doit pas être confondu avec Dr. Lonnie Smith, un autre claviériste et organiste
Lonnie Liston Smith est un pianiste et claviériste américain de jazz fusion né le 28 décembre 1940 à Richmond, en Virginie.
Son style englobe la soul, le jazz et le funk.

## Biographie
Il a commencé sa carrière en tant que pianiste pour Pharoah Sanders, Rahsaan Roland Kirk, Betty Carter et Gato Barbieri. Plus tard, il a rejoint Miles Davis comme claviériste électrique au début des années 1970. En 1973, il a fondé le groupe Cosmic Echoes avec son frère, le chanteur Donald Smith. Même s'il n'est pas directement assimilé à ce genre, il fut de ceux qui ont bâti les prémices du smooth jazz.

## Anecdote
Ses morceaux sont très samplés par les artistes de rap et de R'n'B. Son titre "Expansions" a été utilisé dans des publicités pour Bouygues Telecom ainsi que dans de nombreux jeux vidéo (Grand Theft Auto: Vice City, Driver: Parallel Lines). 

## Discographie

### En leader
Lonnie Liston Smith and the Cosmic Echoes
- 1973 Astral Traveling (Flying Dutchman)
- 1974 Cosmic Funk (Flying Dutchman)
- 1974 Expansions (Flying Dutchman)
- 1975 Visions Of A New World (Flying Dutchman)
- 1976 Reflections Of A Golden Dream (RCA)
- 1977 Live! (RCA)
- 1977 Renaissance (RCA)
- 1978 Loveland (Columbia)
- 1978 Exotic Mysteries (Columbia)
- 1979 A Song For The Children (Columbia)
- 1980 Love Is the Answer (Columbia)
- 1980 The Best Of Lonnie Liston Smith (compilation)
- 1983 Dreams Of Tomorrow (Doctor Jazz)
- 1984 Silhouettes (Doctor Jazz)
- 1985 Rejuvenation (Doctor Jazz)
- 1991 Watercolors (compilation)
- 1992 Golden Dreams (compilation)
- 1992 Reflections Of A Golden Dream (compilation)
- 1993 New World Visions - The Very Best Of Lonnie Liston Smith (compilation)
- 1993 Floating Through Space (compilation)
- 2002 Explorations: The Columbia Recordings (compilation)
- 2002 Introducing (compilation)
- 2009 Original Album Classics (compilation)
- 2012 Cosmic Funk & Spiritual Sounds - The Best Of The Flying Dutchman Years (compilation)

Œuvres tardives
- 1986 Make Someone Happy (Doctor Jazz)
- 1990 Love Goddess (Startrak)
- 1991 Magic Lady (Startrak)
- 1998 Transformation (Soulciety)
- 2002 Karl Denson's Tiny Universe - The Bridge
- 2003 Marvin Gaye - Live in Montreux 1980 (DVD/CD) (Eagle Vision)
- 2023 Lonnie Liston Smith (Jazz is Dead 17)

### En sideman
- 1965 Roland Kirk - Here Comes the Whistleman (Atlantic)
- 1965 Roland Kirk and Al Hibbler - A Meeting of the Times (Atlantic)
- 1967 Roland Kirk - Now Please Don't You Cry, Beautiful Edith (Verve)
- 1969 Pharoah Sanders - Izipho Zam (My Gifts) (Strata-East, [1973])
- 1969 Gato Barbieri - The Third World (Flying Dutchman)
- 1969 Pharoah Sanders - Karma (Impulse)
- 1969 Leon Thomas - Spirits Known And Unknown (Flying Dutchman)
- 1969 Pharaoh Sanders - Jewels of Thought (Impulse)
- 1970 Pharaoh Sanders - Summun Bukmun Umyun (Impulse)
- 1971 Pharoah Sanders - Thembi(Impulse)
- 1971 Huey Simmons - Burning Spirits (Contemporary)
- 1971 Stanley Turrentine - Sugar (CTI)
- 1971 Gato Barbieri - Fenix (Flying Dutchman, Philips)
- 1971 Gato Barbieri - El Pampero (Flying Dutchman, Philips)
- 1971 Gato Barbieri - Under Fire (Flying Dutchman, Philips)
- 1973 Gato Barbieri - Bolivia (Flying Dutchman, Philips)
- 1973 Miles Davis - On the Corner (Columbia)
- 1974 Miles Davis - Big Fun (Columbia)
- 1975 Gato Barbieri - El Gato (Flying Dutchman)
- 1975 Oliver Nelson - Skull Session (Flying Dutchman)
- 1977 Mysterious Flying Orchestra - Mysterious Flying Orchestra (RCA)

## Morceaux de Smith samplés par d'autres artistes
A Chance for Peace
- La Fouine - Tombé pour elle
- Shape of Broad Minds - Let's Go

A Garden of Peace
- BONES - Bath House Blunts
- Jay-Z - Dead Presidents II
- Lootpack - Interview With Kurt
- Mary J. Blige - Take Me as I Am -
- Nikki Jean - Exit Sign
- O.C. - You and Yours
- Phora - Hope
- Stacie Orrico - Is It Me
- Terrace Martin - Motivation(Ft. Wiz Khalifa - & Brevi)
- Total - Rain
- Young Jeezy - Leave You Alone(Ft. Ne-Yo -)
- ABN - I Miss My Dawg (I Gotta Survive)
- Rema - Alien
- DVSN - A muse

Bridge Through Time
- Big K.R.I.T. - Down & Out
- Chance the Rapper - Windows(ft. Alex Wiley & Akenya Seymour)
- Conscious Daughters - We Roll Deep
- Jay-Z - Understand Me

Devika (Goddess)
- Crucial Conflict - Lil' Advice
- Digable Planets - Pacifics

Expansions
- Remake called Expand Your Mind (Expansions '86) by Chris Paul ft David Joseph on vocals (Record Label: 4th & Broadway. Cat No: US - BWAY 430 / UK BRW 48) sortie en 1986.
- Stetsasonic - Talkin' All That Jazz

Mystical Dreamer (A Tribute To Miles Davis)
- Da Headbussaz - Smoke If U Got It

Quiet Moments
- Malcolm Mclaren - World Famous(Ft. World's Famous Supreme Team)

Shadows
- Roni Size - It's A Jazz Thing

Space Lady
- Da Lench Mob - Ankle Blues

Summer Nights
- Joey Badass - Summer Knights

The Enchantress
- Yella - Westside Story(Ft. Dirty Red)